# Thanatosdrakon
Thanatosdrakon (il cui nome significa "drago della morte") è un genere estinto di pterosauro azhdarchide vissuto nel Cretaceo superiore, circa 86-85 milioni di anni fa (Coniaciano–Santoniano), in quella che oggi è la Formazione Plottier del bacino di Neuquén, nell'Argentina occidentale. Il genere contiene una singola specie, T . amaru, nota da due esemplari costituiti da diverse ossa assiali e appendicolari ben conservate, incluso materiale precedentemente sconosciuto da altri azhdarchidi giganti (ad esempio un notarium completo, vertebre dorsosacrali e vertebre caudali). Thanatosdrakon è uno dei più antichi membri conosciuti della sottofamiglia Quetzalcoatlinae.

## Descrizione
Thanatosdrakon è noto da due esemplari: l'olotipo, UNCUYO-LD 307, uno scheletro postcranico parziale, e il paratipo, UNCUYO-LD 350, un omero sinistro completo. L'esemplare olotipo ha un'apertura alare stimata di circa 7 metri, suggerendo un'apertura alare di circa 9 metri per il paratipo, rendendo Thanatosdrakon il più grande pterosauro conosciuto del Sud America.

## Classificazione
Ortiz David et al. (2022) hanno recuperato Thanatosdrakon nella sottofamiglia Quetzalcoatlinae, all'interno della famiglia Azhdarchidae, come sister taxon di Quetzalcoatlus in un clade con Cryodrakon in un'analisi filogenetica. I loro risultati sono mostrati nel cladogramma di seguito:
|  | Hatzegopteryx |
|  |               |
|  | Albadraco     |
|  |               |

|  | Arambourgiania                                                 |
|  |                                                                |
|  | \| \| Aerotitan \| \| \| \| \| \| Mistralazhdarcho \| \| \| \| |
|  |                                                                |
|  | Aerotitan                                                      |
|  |                                                                |
|  | Mistralazhdarcho                                               |
|  |                                                                |

|  | Aerotitan        |
|  |                  |
|  | Mistralazhdarcho |
|  |                  |

|  | Hatzegopteryx |
|  |               |
|  | Albadraco     |
|  |               |

|  | Arambourgiania                                                 |
|  |                                                                |
|  | \| \| Aerotitan \| \| \| \| \| \| Mistralazhdarcho \| \| \| \| |
|  |                                                                |
|  | Aerotitan                                                      |
|  |                                                                |
|  | Mistralazhdarcho                                               |
|  |                                                                |

|  | Aerotitan        |
|  |                  |
|  | Mistralazhdarcho |
|  |                  |

|  | Thanatosdrakon                   |
|  |                                  |
|  | \| \| Quetzalcoatlus \| \| \| \| |
|  |                                  |
|  | Quetzalcoatlus                   |
|  |                                  |

|  | Quetzalcoatlus |
|  |                |

|  | Thanatosdrakon                   |
|  |                                  |
|  | \| \| Quetzalcoatlus \| \| \| \| |
|  |                                  |
|  | Quetzalcoatlus                   |
|  |                                  |

|  | Quetzalcoatlus |
|  |                |

|  | Hatzegopteryx |
|  |               |
|  | Albadraco     |
|  |               |

|  | Arambourgiania                                                 |
|  |                                                                |
|  | \| \| Aerotitan \| \| \| \| \| \| Mistralazhdarcho \| \| \| \| |
|  |                                                                |
|  | Aerotitan                                                      |
|  |                                                                |
|  | Mistralazhdarcho                                               |
|  |                                                                |

|  | Aerotitan        |
|  |                  |
|  | Mistralazhdarcho |
|  |                  |

|  | Hatzegopteryx |
|  |               |
|  | Albadraco     |
|  |               |

|  | Arambourgiania                                                 |
|  |                                                                |
|  | \| \| Aerotitan \| \| \| \| \| \| Mistralazhdarcho \| \| \| \| |
|  |                                                                |
|  | Aerotitan                                                      |
|  |                                                                |
|  | Mistralazhdarcho                                               |
|  |                                                                |

|  | Aerotitan        |
|  |                  |
|  | Mistralazhdarcho |
|  |                  |

|  | Thanatosdrakon                   |
|  |                                  |
|  | \| \| Quetzalcoatlus \| \| \| \| |
|  |                                  |
|  | Quetzalcoatlus                   |
|  |                                  |

|  | Quetzalcoatlus |
|  |                |

|  | Thanatosdrakon                   |
|  |                                  |
|  | \| \| Quetzalcoatlus \| \| \| \| |
|  |                                  |
|  | Quetzalcoatlus                   |
|  |                                  |

|  | Quetzalcoatlus |
|  |                |

## Paleoecologia
Thanatosdrakon è conosciuto dai livelli più alti della Formazione Plottier, che rappresenta una pianura alluvionale con fiumi effimeri ed è costituita da depositi di fango, siltite, argilla e arenaria, suggerendo che vivesse in un ambiente continentale creato da fiumi stagionali che trasportavano i sedimenti che hanno dato luogo alla formazione.
Thanatosdrakon era contemporaneo di un abelisauride indeterminato, coelurosauridi basali, unenlagiini, aeolosaurini, saltasauridi e ornithopodi, così come dei titanosauri Antarctosaurus giganteus, Notocolossus e Petrobrasaurus. Altri animali che condividevano il paleoambiente con questo gigante alato includono bivalvi d'acqua dolce, un coccodrillo indeterminato e un mesoeucrocodylia, le tartarughe Linderochelys e Rionegrochelys, e almeno un mammifero indeterminato.